# Michel Adam
Michel Adam  ('s-Gravenhage, 28 augustus 1968) is een voormalig Nederlands profvoetballer die onder contract stond bij FC Den Haag. Naast het voetbal was Adam meer dan 25 jaar werkzaam als postbode en begon later een handel in vuurwerk. Hij heeft ook een wasserette.

## Clubcarrière

### ADO Den Haag
Michel Adam begon bij HVV Laakkwartier en speelde in tien seizoenen 199 wedstrijden voor FC Den Haag, waarin hij vijf doelpunten wist te scoren. Met FC Den Haag promoveerde Adam eenmaal naar de Eredivisie (1988/89), maar degradeerde ook tot tweemaal toe weer terug naar de Eerste Divisie (1987/88, 1991/92). Een tackle van Hans Kraay jr. beëindigde zijn loopbaan. Adam speelde later nog voor VV WIK.

### Nederland onder 21
In 1989 speelde Adam een interland voor Nederland onder 21 tijdens een kwalificatiereeks voor het EK onder 21.

## Clubs
| Seizoen     | Club         | Land        | Competitie     | Wedstrijden | Doelpunten |
| ----------- | ------------ | ----------- | -------------- | ----------- | ---------- |
| 1987/88     | FC Den Haag  | Nederland   | Eredivisie     | 6           | 0          |
| 1988/89     | FC Den Haag  | Nederland   | Eerste divisie | 25          | 1          |
| 1989/90     | FC Den Haag  | Nederland   | Eredivisie     | 30          | 1          |
| 1990/91     | FC Den Haag  | Nederland   | Eredivisie     | 33          | 1          |
| 1991/92     | FC Den Haag  | Nederland   | Eredivisie     | 16          | 0          |
| 1992/93     | ADO Den Haag | Nederland   | Eerste divisie | 29          | 1          |
| 1993/94     | ADO Den Haag | Nederland   | Eerste divisie | 31          | 1          |
| 1994/95     | FC Den Haag  | Nederland   | Eerste divisie | 23          | 0          |
| 1995/96     | FC Den Haag  | Nederland   | Eerste divisie | 5           | 0          |
| 1996/97     | ADO Den Haag | Nederland   | Eerste divisie | 1           | 0          |
| Club totaal | Club totaal  | Club totaal | Club totaal    | 199         | 5          |